# Mallotus hispidospinosus
Mallotus hispidospinosus là một loài thực vật có hoa trong họ Đại kích. Loài này được Welzen & Chayam. mô tả khoa học đầu tiên năm 2001.